# Caryodaphnopsis tonkinensis
Caryodaphnopsis tonkinensis H.W.Li – gatunek rośliny z rodziny wawrzynowatych (Lauraceae Juss.). Występuje naturalnie w Malezji, Indonezji, na Filipinach, w północnym Wietnamie oraz południowych Chinach (w południowej części Junnanu). 

## Morfologia
PokrójZimozielone drzewo dorastające do 10 m wysokości. Gałęzie są nagie, czasami szorstkie, mają brązową barwę.
LiścieMają kształt od podłużnie owalnego do eliptycznego. Mierzą 15–20 cm długości oraz 8–10 cm szerokości. Są cienkie, nagie, z trzema nerwami głównymi. Nasada liścia jest zaokrąglona. Blaszka liściowa jest o krótko spiczastym wierzchołku. Ogonek liściowy dorasta do 10–20 mm długości.
KwiatySą regularne, obupłciowe, zebrane w luźne i nieco rozgałęzione wiechy o nagich osiach, rozwijają się w kątach pędów lub prawie na ich szczytach. Kwiatostan osiąga 4–13 cm długości, natomiast pojedyncze kwiaty mierzą 4–5 mm średnicy. Listki okwiatu mają trójkątny kształt i białą lub zielonkawą barwę, są włochate, zewnętrzne listki są mniejsze niż wewnętrzne. Podsadki są małe (mierzą 1–2 mm długości), są owłosione i mają brązowożółtawą barwę.
OwoceMają elipsoidalny kształt, o zaokrąglonym wierzchołku i raptownie zwężającej się podstawie, osiągają 7 cm długości i 5 cm szerokości. Szypułki dorastają do 2–8 mm długości.

## Biologia i ekologia
Rośnie w widnych lasach oraz na ich skraju. Występuje na wysokości do 1200 m n.p.m. Kwitnie od marca do czerwca, natomiast owoce dojrzewają od czerwca do sierpnia.